# Schwarze Witwen von Liverpool

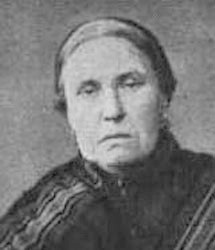
Catherine Flannagan

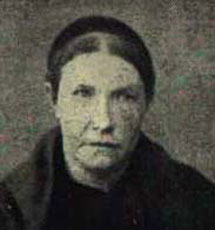
Margaret Higgins

Die schwarzen Witwen von Liverpool waren die irischen Schwestern Catherine Flannagan (* 1829; † 3. März 1884 in Liverpool) und Margaret Higgins (* 1843; † 3. März 1884 in Liverpool). Sie lebten in Liverpool und wurden 1884 wegen Mordes hingerichtet.

## Mordfälle in den Armenvierteln von Liverpool

### Die Taten
In den frühen 1880er Jahren betrieben die beiden unverheirateten Schwestern Catherine und Margaret Flannagan ein Gästehaus in einem Armenviertel von Liverpool. Zum Ende des Jahres bewohnten neben den Schwestern Catherines Sohn John und zwei Familien – der Träger Thomas Higgins und seine Tochter Mary sowie Patrick Jennings und seine Tochter Margaret – das Haus. Die beiden Irinnen waren vermutlich wegen der Hungersnöte in Irland nach England gekommen und lebten, trotz ihrer Vermietungen, in großer Armut. Beide Frauen waren verwitwet und sollen Alkoholikerinnen sowie Analphabetinnen gewesen sein.
Margaret Flannagans Sohn John starb im Dezember 1880 im Alter von 22 Jahren plötzlich, obwohl er gesund gewirkt hatte, was aber keinen Verdacht erregte, da in den Armenvierteln eine hohe Sterberate herrschte. Catherine Flannagan erhielt £ 71 von einer Lebensversicherung (heutiger Wert etwa £ 6000) ausbezahlt, eine beträchtliche Summe: Ein Arbeiter verdiente damals rund 15 Schillinge in der Woche (1 Schilling = 1/20 Pfund Sterling). John Flannagan wurde kurz nach seinem Tod beerdigt.
Im Oktober 1882 heirateten Margaret Flannagan und ihr Mieter Thomas Higgins. Wenige Monate nach der Hochzeit starb die achtjährige Tochter von Higgins nach kurzer Krankheit. Erneut zahlte die Versicherung. Im Jahr darauf verstarb Margaret Jennings, das andere Mädchen, das im Haus lebte, im Alter von 19 Jahren, und wieder zahlte die Versicherung an Catherine Flannagan. Nach diesem weiteren Todesfall kursierten in der Nachbarschaft Gerüchte über die Vorgänge im Haus der Schwestern. Daraufhin zogen sie zweimal hintereinander innerhalb von Liverpool um.
Im September 1883 erkrankte der 45-jährige Thomas Higgins. Ein herbeigerufener Arzt diagnostizierte Ruhr, vermeintlich hervorgerufen durch den Genuss von billigem Whisky. Er verschrieb seinem Patienten Opium und Rizinusöl. Higgins starb nach zwei Tagen, an denen er unter starken Schmerzen gelitten hatte. Der Arzt stellte einen Totenschein mit der Todesursache „Ruhr“ aus. Patrick Higgins, der Bruder von Thomas, schöpfte allerdings Verdacht. Er hatte herausgefunden, dass sein Bruder bei fünf verschiedenen Versicherungen auf eine Gesamtsumme von mehr als £ 100 versichert war. Er beantragte bei den Behörden eine Obduktion seines Bruders.

### Die Ermittlungen
Bei der Obduktion der Leiche von Higgins wurden Spuren von Arsen in den Organen gefunden, die darauf hindeuteten, dass das Gift über mehrere Tage hinweg verabreicht worden war. Bei einer Hausdurchsuchung wurde eine Flasche mit einer „mysteriösen weißen Substanz“ gefunden und in einer Einkaufstasche von Margaret Higgins weitere Spuren von Arsen. Daraufhin wurden die Leichen von John Flannagan, Mary Higgins und Margaret Jennings exhumiert, die alle drei ebenfalls Spuren von Arsen aufwiesen. Bei den Ermittlungen stellte sich heraus, dass die beiden Frauen das Arsen durch das Einweichen von arsenhaltigem Fliegenpapier gewonnen hatten. Sie hatten vermutlich vier Menschen getötet, um in den Genuss der Lebensversicherungen zu kommen, die sie auf ihre Opfer abgeschlossen hatten, ohne dass diese davon wussten. Ein Coroner konfrontierte die beiden Schwestern, die mit Freunden neben dem Sarg von Higgins in Feierlaune gesessen haben sollen, mit diesen Erkenntnissen, und Catherine Flannagan – noch in Trauerkleidung – gelang es, die Flucht zu ergreifen.
Margaret Higgins wurde sofort verhaftet, Catherine Flannagan zehn Tage später im Liverpooler Vorort Wavertree. Am 16. Oktober 1883 wurden die Schwestern des Mordes an Thomas Higgins angeklagt. Flannagan legt ein Geständnis ab und versuchte ihre Schwester zu belasten. Sie räumte weitere Opfer außerhalb des Haushalts ein und nannte die Namen von fünf Frauen, die entweder ebenfalls Morde begangen oder die Täter als Empfänger des Geldes versichert hätten. Laut ihren Angaben sollte es sich um einen Verbrecherring aus Täterinnen, Komplizen und Mitarbeitern der Versicherungen gehandelt haben. Dabei widersprach sie sich oft selbst oder den vorliegenden Tatsachen.
Die Staatsanwaltschaft Liverpool entschied, dass es äußerst schwierig sein würde, weitere Morde zu beweisen. Schließlich wurden Catharine Flannagan und Margaret Higgins lediglich wegen Mordes an Thomas Higgins angeklagt, obwohl der Verdacht bestehen blieb, dass es mehr Tote als nur die vier bekannten und mehr Morde als die der beiden Schwestern gegeben haben könnte.

### Der Prozess
Im Prozess im Februar 1884 klagte die Staatsanwaltschaft die beiden Schwestern Catherine Flannagan und Margaret Higgins offifiziell des Mordes an Thomas Higgins an, beschuldigte sie aber ebenso des Mordes an drei Bewohnern ihres Haushalts. Ein Angebot von Catherine Flannagan, Beweise gegen die anderen „Verschwörer“ im Austausch mit einem milden Urteil vorzulegen, wurde abgelehnt, da sie andere nur beschuldigen würde, um von den eigenen Taten abzulenken. Der Prozess dauerte drei Tage lang und wurde von intensiver Berichterstattung in den Zeitungen begleitet. Die beiden Frauen wurden als Black Widows of Liverpool oder als die Borgia-Schwestern aus den Slums bezeichnet. Der Gerichtssaal war täglich von Publikum überfüllt. Die beiden Schwestern wurden von den Geschworenen nach 40 Minuten Beratung für schuldig des Mordes an Thomas Higgins befunden und zum Tod durch Erhängen verurteilt.
Das Urteil wurde am 3. März 1884 im Kirkdale-Gefängnis öffentlich vollstreckt. Dabei waren rund 1000 Menschen anwesend, wesentlich mehr als sonst üblich bei dortigen öffentlichen Hinrichtungen.

## Erinnerungen
Nach ihrem Tod wurden Wachsfiguren von Catherine Flannagan und Margaret Higgins in Madame Tussauds Chamber of Horrors in London ausgestellt, wo sie nahezu ein Jahrhundert lang zu sehen waren.

## Rezeption
2003 veröffentlichte die Strafrechtlerin Angela Bradin ihr Buch The Black Widows of Liverpool, in dem sie zu dem Schluss kam, dass Flannagan und Higgins in der Tat nur die „Spitze eines Eisbergs“ gewesen seien. Sie seien Teil oder gar die Anführerinnen eines „Tötungskonsortiums“ aus einer großen Gruppe von Frauen aus der Arbeiterklasse gewesen. Es sei möglich, dass bis zu 23 Männer, Frauen und Kinder von einer Gruppe von bis zu acht Frauen ermordet worden seien.